# Shkumbin
Shkumbin (phát âm tiếng Albania: [ʃkumbin]; tiếng Latinh: Genessus), còn gọi là Shkembi, là một con sông miền Đông Nam Âu. Dòng sông bắt nguồn từ đông dãy Valamara, giữa Maja e Valamarës (2.375 m (7.792 ft)) và Gur i Topit (2.120 m (6.960 ft)) ở miền đông nam Albania.
Sau khi qua Valamara, nó chảy về phía bắc qua Proptisht và Qukës, tạo nên những khe, hẽm núi sâu, rồi vượt dãy Gora. Nó nhận một lượng nước lớn nơi Gur i Kamjës (1.481 m (4.859 ft)) phía tây nam Pogradec.
Về lịch sử, con sông là đường ranh phân định phương ngữ Tosk và Gheg. Hơn nữa, tuyến đường Via Egnatia được xây dọc theo sông, tạo cho con sông vai trò hành lang đông tây. Trong nhiều thời kỳ, nó được coi là ranh giới tự nhiên của Epirus về phía bắc, còn vào thế kỷ V-VI nó nằm giữa vùng văn hóa Illyria và Hy Lạp.
|  |  |  |